# Bataille de Bear Valley
Guerres indiennes
La bataille de Bear Valley est un affrontement entre une trentaine d'Amérindiens rebelles de la tribu Yaqui et l'armée des États-Unis le 9 janvier 1918 dans le Sud de l'Arizona. Les Yaquis s'insurgeaient contre leurs conditions de vie et la grande pauvreté dont ils souffraient, ne pouvant espérer trouver dans l'économie américaine que des emplois saisonniers sous-payés dans les plantations agricoles. Dès 1917, les fermiers américains avaient aperçus des guerriers yaquis armés, ce qui avait suscité le déplacement de troupes de l'armée dans la région. L'affrontement a eu lieu dans le comté de Santa Cruz, tout près de la frontière mexicaine. Lors du combat, seul le chef des combattants amérindiens est tué et les autres sont capturés puis emprisonnés. Cette escarmouche est généralement considérée comme la dernière bataille des guerres indiennes. 